# Большие Сколотни
Большие Сколотни — деревня в Слободском районе Кировской области в составе Ленинского сельского поселения.

## География
Находится на расстоянии примерно 7 км на юг-юго-запад от поселка Вахруши.

## История
Известна с 1671 года как деревня Галилеевская с 3 дворами. В 1764 году в деревне учтено 84 жителя.
В 1873 году здесь (Галилеевская 1-я или Сколотни) учтено дворов 37 и жителей 199, в 1905 43 и 272, в 1926 60 и 329, в 1950 56 и 166. В 1989 году оставалось 19 жителей. Нынешнее название закрепилось с 1939 года. 

## Население
Постоянное население  составляло 11 человек (русские 100%) в 2002 году, 11 в 2010.